# Älskaren
Älskaren (på franska L'Amant) är en roman av Marguerite Duras, utgiven 1984. Det är en delvis självbiografisk roman som främst utspelas på 1920- och 1930-talen i Indokina, då en fransk koloni. Den kvinnliga huvudpersonen, som är fransyska, är 15 år gammal då hon inleder en kärleksförbindelse med en kinesisk affärsman som då är 26 år gammal. Omgivningen ser inte deras affär med blida ögon.
Romanens berättare är flickans äldre jag. Berättelsen tar form genom flickans/kvinnans fragmentariska minnesbilder från olika tidsepoker. Berättaren målar upp en serie bilder av flickan/sig själv ombord på en färja över Mekongfloden. Det är där hon möter den kinesiske man, som ska komma att bli hennes älskare. Andra bilder följer, berättaren växlar mellan olika minnen från olika tider och världsdelar utan att skapa den kontinuitet i tid och rum som ofta anses typisk för en självbiografisk skildring.
Romanen följer den unga flickans resa från en fallfärdig fransk familj i en exotisk och kolonial miljö. Parets relation utvecklas snabbt till en passionerad och hemlig romans. Romanen utforskar inte bara de emotionella och sensuella aspekterna av denna relation utan också klass-, ras- och maktfrågor som är förknippade med deras situation.
Intrigen präglas av de utmaningar som de två älskande möter på grund av de kulturella, sociala och ekonomiska skillnaderna som skiljer dem åt. Det förbjudna i deras relation gör berättelsen ännu mer intensiv. De kämpar för att behålla sin kärlek trots hinder, främst de stränga sociala konventionerna vid den tiden, där en relation mellan en vit flicka och en kinesisk man var otänkbar.
De efterföljande händelserna fokuserar på parets ansträngningar att hålla ihop trots påtryckningar från omgivningen. Romanen behandlar också spänningen mellan individuella begär och samhällets förväntningar samtidigt som den utforskar de emotionella och psykologiska konsekvenserna av huvudpersonernas val.
Älskaren använder ett poetiskt och suggestivt språk, som fångar de komplexa känslorna och nyanserna i relationen mellan de två huvudkaraktärerna. Boken tar upp teman som passion, samhällets inverkan på relationer, ras, främlingskap och kvinnans makt.

## Filmatisering
Romanen filmatiserades 1992 av regissören Jean-Jacques Annaud, med Jane March och Tony Leung Ka Fai i huvudrollerna.